# Капански архитектурно-етнографски комплекс
Капанският архитектурно-етнографски комплекс е разположен в центъра на село Садина, област Търговище.
Комплексът представлява стара къща с обширен двор. В него има традиционна каменна чешма, навес в старинен стил и кътове за отдих. В къщата е представена етнографска сбирка, представяща обичаите и традициите на капанците.
Приготвт се традиционни храни – капански гюзлеми, сухи чушки пълнени с ориз и булгур – раки, плакета – баница с подсирено овче мляко, пилцета – постни лозови сърми. Представят се обичаите лазаруване, сурва, пеперуда, герман.

## Комплексът разполага със стаи за гости с 15 места. Има обособена механа с кухня и всичко необходимо за провеждане на различни мероприятия, от личен или обществен характер.Източници
1. 1 2  „Опознай родния край – Област Търговище“, с. 19